# Alexiuslied
Het Alexiuslied (Chanson de Saint Alexis of Vie de Saint Alexis) is een middeleeuws hagiografisch gedicht dat het leven van Alexius van Edessa of Alexis beschrijft. Het is ontstaan uit een Latijnse versie die in de middeleeuwen op verscheidene plaatsen in Frankrijk, Engeland en Duitsland circuleerde en al zeer vroeg vertaald werd in het vernaculair. De Latijnse versie was op haar beurt weer gebaseerd op een oudere Syrische versie van het verhaal. Het Alexiuslied is een van de eerste grote werken die geschreven werden in de Langues d'Oïl. Volgens Michel Zink, een specialist in de literatuur van de Franse Middeleeuwen, was er in dat taalgebied voordien nooit een zodanig groot werk, met een perfect uitgewerkte versvorm ontstaan.

## Oorsprong
Het Alexiuslied maakte deel uit van de belangrijke vroege teksten in het vernaculair uit de middeleeuwen. De legende was zo populair dat la Vie de Saint Alexis ook buiten de kerkmuren en buiten het kader van de herdenking van de heilige Alexis door jongleurs op de markten in de steden werd verteld. Zo is door een anonieme kroniekschrijver het verhaal opgetekend van een zekere Pierre Valdès, een rijke burger uit Lyon, die in het jaar 1173 zijn leven beterde nadat hij een jongleur het verhaal van Alexis had horen vertellen in de straten van de stad.
De eerste versie van het verhaal is zoals in de inleiding gezegd van Syrische oorsprong. Dat vertelt de geschiedenis van een man van God, afkomstig uit Constantinopel met rijke ouders, die op de avond van zijn huwelijk wegvlucht en zijn leven doorbrengt als bedelaar aan de poort van een van de kerken in Edessa. Net voor zijn dood vertelt de bedelaar zijn levensverhaal aan de koster van de kerk waar hij altijd bedelde, en zo wordt hij na zijn overlijden bekend in de stad. De bisschop van Edessa laat na verloop van tijd het lichaam opgraven, maar in het graf zijn alleen nog resten van kleren te vinden: de man van God was blijkbaar ten hemel opgevaren. Deze legende, waarschijnlijk gebaseerd op het leven van een plaatselijke kluizenaar, werd geschreven in Edessa en is bewaard gebleven in een aantal manuscripten, waarvan het oudste uit de 5e eeuw dateert.
Tussen de zesde en de negende eeuw raakt de legende bekend in Byzantium via een liturgische hymne die wordt toegeschreven aan Joseph le Mélode († 833). In deze Griekse versie duiken voor het eerst de namen op zowel van Alexis zelf als van zijn ouders. Het verhaal eindigt ook niet meer met de dood van de man van God in Edessa, maar wordt aangevuld met zijn terugkeer naar Rome, om de roep van heiligheid die hij had gekregen in Edessa te ontvluchten. Het is deze Griekse versie die in West-Europa bekend wordt vanaf de tiende eeuw, en waarop de Latijnse vertalingen gebaseerd zijn.
De eerste vertalingen in het Latijn werden in de tiende eeuw gemaakt in Castilië in de abdijen van San Millàn de la Cogola, Silos en San Pedro de Cardeña en in Rome. Die van Rome wordt toegeschreven aan Sergius, de aartsbisschop van Damascus die uit zijn aartsbisdom gevlucht was en in Rome op de Aventijn betrokken was bij de stichting van een klooster dat monniken van de Griekse en van de Latijnse ritus huisvestte. In deze Latijnse versie wordt het volledige verhaal in Rome gesitueerd in de tijd van paus Innocentius I en tijdens het bewind van de keizers Honorius en Arcadius, en de Sint Bonifatiuskerk wordt opgevoerd als de begraafplaats van de heilige. Diverse bekende auteurs werden tussen de tiende en de twaalfde eeuw geïnspireerd door de Latijnse vertaling van het leven van Alexis. Onder meer Adalbert van Praag maakte omstreeks 995 een homilie over Alexis, en Bruno van Egisheim en Dagsburg, die later onder de naam paus Leo IX paus zou worden, schreef een berijmd leven van Alexis in het Latijn. Ook van de hand van Marbodus van Rennes (1035 - 1123) is een vita bekend. Hieruit zijn zeer snel een aantal vernaculaire versies ontstaan in Spanje, Italië, Frankrijk en Engeland, waardoor het verhaal uit de liturgische context werd gehaald en breed verspreid is geraakt in het lekenmilieu.

## Bewaarde versies
Van het Franse (eigenlijk Langue d'Oïl.  Alexiuslied zijn er zeven manuscripten bewaard gebleven uit de 12e en 13e eeuw die ons zes verschillende versies hebben opgeleverd van het Alexiuslied in een versvorm met tienlettergrepige versregels.
- L, St. Albans Psalter. hs. St. God. 1; Dombibliothek Hildesheim. midden 12e eeuw
- A, Parijs, BnF, ms. nouv. acq. français 4503 en 12e eeuw.
- P1, Parijs, BnF, ms. fr. 19525, 13e eeuw.
- P2, Manchester, John Rylands Library, ms. fr. 6, midden 13e eeuw.
- V, Vaticaan, Cod. Lat. 5334, midden 12e eeuw
- S, Parijs, BnF, ms. fr. 12471, 13e eeuw.
- M, (a) Parijs, BnF, ms. fr. 155, 13e eeuw.

(b) Carlisle Chapter Library
De Hildesheim versie (versie L) wordt algemeen als de oudste aanzien, maar de datum 1115-1119 die dikwijls gehanteerd wordt is waarschijnlijk niet correct en het is ook niet de originele versie. Deze L-versie bevat 125 stanza’s en was volgens Hunt het resultaat van een ontwikkeling in drie fases die trouwens kunnen herkend worden in de bewaarde manuscripten. Volgens hem was er eerst een kortere (110 stanza’s) originele versie die uitsluitend het leven van Alexis verhaalde en de A-versie van Parijs zou deze best benaderen. Dit manuscript bevat naast het leven van Alexis ook de Voyage de saint Brendan van Benedeit en de Vie de sainte Catherine van Clemence van Barking, teksten die geassocieerd worden met de Abdij van Bec. Deze versie kan misschien gedateerd worden op ca.1090. De korte versie wordt vervolledigd met het verhaal van de translatie van de relieken van de heilige naar de kerk van St. Bonifatius, terug te vinden in de P1-versie. Dan volgt er in vier handschriften (VLMS) een toevoeging over mirakels. De volgorde van leven, translatie en mirakels is vrij typisch, het is de samenvoeging van de onderdelen die bij de heiligverklaring ook aan bod komen. Van de L-versie wordt tegenwoordig aangenomen de tekst tot stand kwam in Beneden-Normandië waar ook het origineel zou gemaakt zijn en dat ze de oudste bewaarde versie is.
Otto Pächt dacht dat de L-versie werd gekopieerd van het Franse origineel van het leven van Alexis in het scriptorium van St. Albans bij Londen omstreeks 1115-1119 toen in de abdij een kapel of een altaar voor de heilige Alexis werd opgericht. Deze veronderstelling lijkt logisch, er was niet alleen de kapel of het altaar, maar de abdij bezat ook de Romeinse versie en de versie van Monte-Cassino van het leven van de heilige Alexis (BHL 286 en 287) en zijn feestdag werd teruggevonden in twee heiligenkalenders van de abdij en in het St. Albans psalter. De Franse versie werd waarschijnlijk vanuit Normandië meegebracht door Geoffrey van Gorham die in de periode van 1119 tot 1146 abt was van de abdij. Hunt plaatst de realisatie van de L-versie na 1124.
Anderen menen dat het origineel in het Frans werd geschreven in de tweede helft van de 11e eeuw op basis van de Latijnse tekst geschreven door Bruno van Toul. De auteur zou een zekere Thomas van Vernon kunnen zijn die gekend is voor een aantal andere heiligenlevens geschreven in het Frans. Vincent is wel akkoord dat de L-versie waarschijnlijk de oudst bewaarde versie is en dateert ze omstreeks 1120. Ook zij gaat ervan uit dat deze versie in het St. Albans psalter geschreven werd in de abdij van St. Albans bij Londen op vraag van de kluizenares Christina van Markyate die ook haar echtgenoot had verlaten onmiddellijk na haar huwelijk, om haar leven te wijden aan God.

## Het verhaal
Het gedicht vertelt hoe na lange jaren Alexis geboren werd als de enige zoon van een rijke romein, een zekere Eufemiam. Alexis krijgt een schitterende opleiding en treedt in dienst van de Keizer en als de tijd rijp is kiezen zijn ouders een mooi en nobel meisje van een gegoede familie voor Alexis als vrouw. Maar op de huwelijksnacht besluit Alexis te vluchten om zijn verdere leven aan de godsdienst te wijden. Hij brengt nog een kort bezoek aan zijn bruid om haar de reden van zijn doen en laten te verklaren en laat haar het gevest van zijn zwaard en een ring na. Hij scheept in naar Laodicea (Lalice in de tekst) en vandaar trekt hij naar Edessa in het gedicht Alsis genoemd, en geeft daar al zijn geld aan de armen. Vervolgens leeft hij zeventien jaar in armoede en brengt zijn tijd door met bidden en vasten. De boodschappers die zijn vader uitzendt, vinden hem niet terug omwille van zijn gewijzigde uiterlijk. Als een miraculeus sprekend standbeeld zijn heiligheid onthult, vlucht hij opnieuw naar Laodicea en scheept in naar Tarsus, maar miraculeuzer wijze steekt een storm op die het schip naar Rome blaast. Daar ontmoet hij zijn vader Eufemiam en smeekt hem om een aalmoes. Eufemiam herkent zijn zoon niet, maar staat hem toe onder de trap van zijn huis te wonen. Wanneer hij, na weerom zeventien jaar, zijn einde voelt naderen, vraagt hij inkt en perkament en schrijft hij zijn levensverhaal. Een miraculeuze stem verkondigt zijn dood en wanneer zijn ouders hem aantreffen onder de trappen van hun huis, wordt hij door hen en door zijn vrouw bitter beweend.
De la dolour que demenat li pedre
Grant fut la noise si l'entendit la medre :
La vint corant com feme forsenede,
Battant ses palmes, cridant, eschevelede :
Veit mort son fil, a terre chiet pasmede.
Oe en  bele boche, bels vis, bele faiture
Com vei mudede vostre bele figure !
Plus voi amai que nule créature.
Si grant dolour ui m'est apareude !
Mielz me venist, amis, que morte fusse.
(Met veel lawaai gaf de vader blijk van zijn verdriet; de moeder hoorde het, kwam als een verdwaasde vrouw aanrennen, sloeg haar handen in elkaar, schreeuwend en met verwarde haren. Ze zag haar dode zoon en viel bezwijmd ter aarde: 'O mooie mond, mooi gezicht, mooi lichaam, ik zie dat je mooie uiterlijk veranderd is. Ik hield meer van je dan van enig ander)

## Achtergrond en betekenis
De Latijnse versie van het Alexiuslied is blijkbaar een neerslag van de dilemma’s waarvoor de christen gesteld werd bij de keuze van een wereldlijk of een geestelijk leven, sommigen zien er zelfs een voorbeeld in dat door de kerk aan de leken werd voorgehouden. Het was in die tijd trouwens niet ongebruikelijk dat een koppel een huwelijk aanging, georganiseerd door de ouders om politieke of dynastieke redenen en dat ze na het volbrengen van hun plicht, het zorgen voor nakomelingen en het opvoeden ervan, met wederzijds akkoord intraden bij een kloosterorde om als geestelijke te sterven.
In de vernaculaire versies van het gedicht is dit verzaken aan het huwelijk het belangrijkste thema geworden. Alexis én zijn bruid verzaken in gemeenschappelijk akkoord aan de voltrekking van hun huwelijk en gaan een gescheiden leven leiden. Alexis laat zijn bruid het gevest van zijn zwaard en een ring na als teken van zijn trouw. De latere vernaculaire versies behandelen dit meer als een literair gegeven over het debat dat ontstaat tussen het geweten van de mens en de weg die hij volgt voor het realiseren van zijn zielenheil.

## Weblinks
- Tekst en Engelse vertaling Joseph E. Price, Texas Tech University.
- (fr) Bibliografie op de website Archives de littérature du Moyen Âge